# Элфинстон, Джордж, 1-й виконт Кейт
Джордж Кейт Элфинстон (англ. George Keith Elphinstone); 1-й виконт Кейт (англ. 1st Viscount Keith), 1-й барон Кейт (англ. 1st Baron Keith), барон Кейт (Ирландия); 7 января 1746 — 10 марта 1823) — британский адмирал, пятый сын Чарльза, 10-го лорда Элфинстона и внучатный племянник лорда-маршала Кейта, в честь которого получил своё имя (Джордж Кейт).

## Биография
Джордж Кейт Элфинстон родился 7 января 1746 года в Стерлинге.

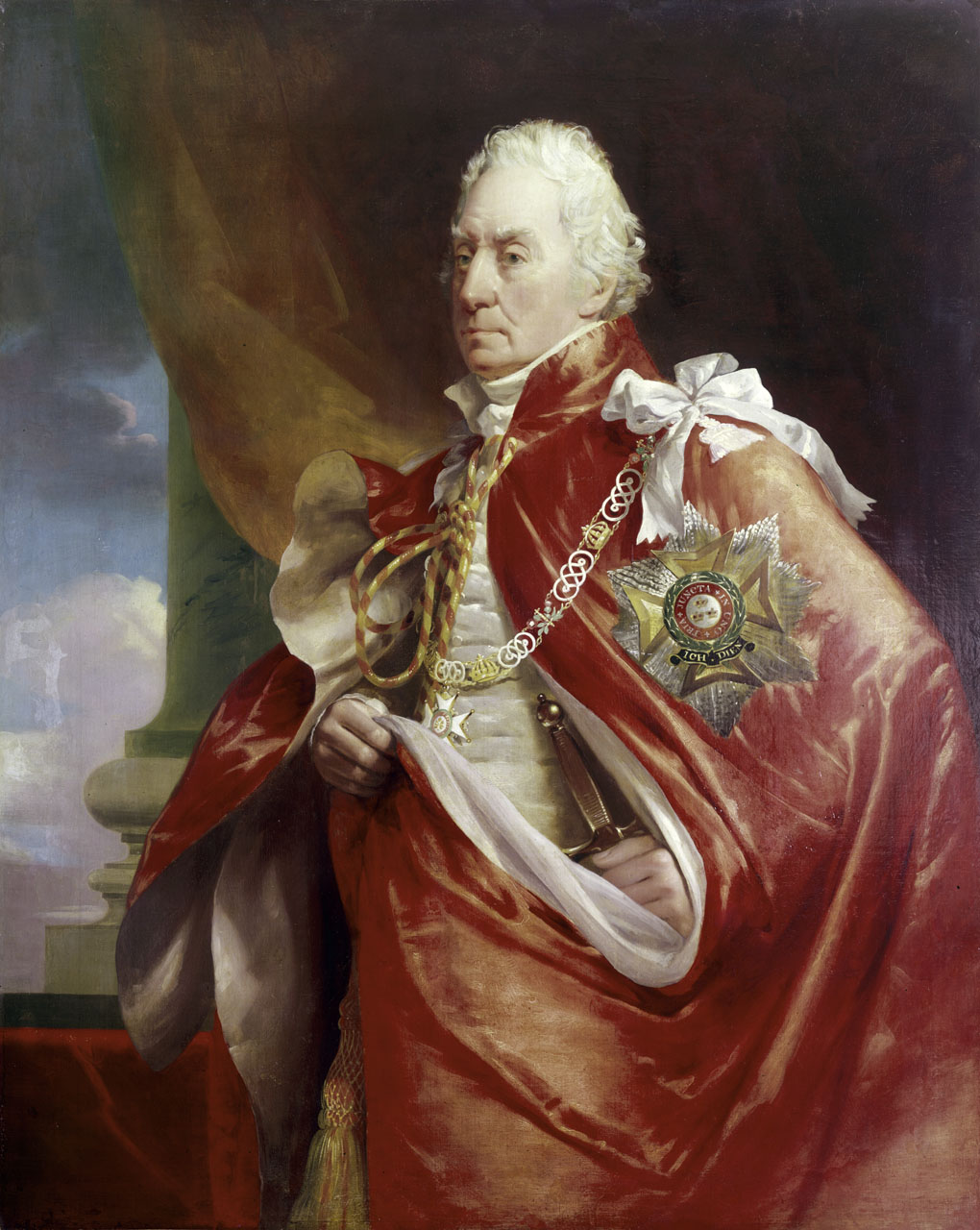
Адмирал Элфинстон
(художник Джордж Сандерс)

Поступил на службу в Королевский флот в 1761 году на корабль HMS Gosport под командованием капитана Джона Джервиса.
В январе 1781 года, командуя 50-пушечным HMS Warwick, захватил 50-пушечный датский корабль. Во время войны 1778—1783 годов уничтожил несколько французских судов; в 1793 году участвовал во взятии Тулона; в 1795 году оккупировал Капскую колонию, оттуда направился в Индию и взял Цейлон.
В августе 1796 года Кейт одержал блестящую победу в бухте Салдана над голландской эскадрой. 12 февраля 1799 года лорд Кейт был произведен в чин вице-адмирала красной эскадры. Под флагом лорда Кейта 17 марта 1800 года загорелся, взорвался и затонул в Лигурийском море линейный корабль Queen Charlotte, в результате чего погибло более 600 офицеров и матросов (сам лорд Кейт в этот момент был на берегу). В 1800 году блокировал Геную, в 1801 году Джордж Кейт Элфинстон прикрывал высадку генерала Эберкромби в Египте. Здесь он отказал в ратификации договора своего подчинённого Сиднея Смита с французами, заключённого в Эль-Ариш.
1 января 1801 года лорд Кейт был произведен в чин адмирала синей эскадры, а 9 ноября 1805 года — в чин адмирала белой эскадры. В 1803—1807 годах командовал эскадрой в Северном море, в 1812—1814 годах в Канале.
Заведовал отправкой Наполеона I на остров Святой Елены.
Джордж Кейт Элфинстон умер 10 марта 1823 года в Файфе.

## Звания
- Лейтенант (1770)
- Коммандер (1772)
- Кэптен (1775)
- Контр-адмирал (1793)
- Адмирал белой эскадры (09.11.1805)[6][уточнить].